# 251 Sophia
Sophia (định danh hành tinh vi hình: 251 Sophia) là một tiểu hành tinh ở vùng ngoài cùng của Vành đai chính. Ngày 4 tháng 10 năm 1885, nhà thiên văn học người Áo Johann Palisa phát hiện tiểu hành tinh Sophia khi ông thực hiện quan sát tại Đài quan sát Vienna ở Áo. và đặt tên nó theo tên Sophia von Seeliger, vợ của nhà thiên văn học người Đức Hugo von Seeliger.